# Cotton County
Cotton County är ett administrativt område i delstaten Oklahoma, USA, med 6 193 invånare. Den administrativa huvudorten (county seat) är Walters. 

## Geografi
Enligt United States Census Bureau så har countyt en total area på 1 663 km². 1 649 km² av den arean är land och 14 km² är vatten. 

### Angränsande countyn
- Comanche County - nord
- Stephens County - nordost
- Jefferson County - sydost
- Clay County, Texas - syd
- Wichita County, Texas - sydväst
- Tillman County - väst